# A Magyar Kultúra Lovagjai 2016
A Magyar Kultúra Lovagja 2016. évi kitüntetettjei

## Az Egyetemes Kultúra Lovagja
595.	 Szlama László (Dabas) tanító, „A nemzetiségi néptánc és zenekultúra hagyományainak megőrzéséért”
596.	 Tálas Ernő (Budapest) énekművész, „A zeneirodalom népszerűsítése érdekében végrehajtott életművéért”

## A Magyar Kultúra Lovagja
597.	 Duray Miklós (Pozsony, Szlovákia) politikus, író és egyetemi tanár, „A felvidéki magyarság érdekében kifejtett életművéért”
598.	 Gyönyörű Zsigmond (Sáránd) vőfély, előadóművész, „A magyar néphagyományok ápolásáért”
599.	 Jagadics Péter (Szombathely) nyugállományú alezredes, „A katonai hagyományok ápolásáért”
600.	 Ignácz Mária (Téglás, Ukrajna) kultúrház igazgató, „A magyar kultúra határon túli ápolásáért”
601.	 Jámborné Benkei Ildikó (Szentendre) újságíró, „A nemzetegységesítést elősegítő újságírói tevékenységéért”
602.	 Kiss Törék Ildikó (Nagyvárad, Románia) színművész, „Nemzetnevelő szolgálatáért”
603.	 Varga Vilmos (Nagyvárad, Románia) színművész, „Nemzetnevelő szolgálatáért”
604.	 Kocsán István (Sárszentmihály) nyugállományú alezredes, „A település életminősége fejlesztéséért”
605.	 Kodály Zoltánné Péczely Sarolta (Budapest) énekművész, „A magyar zenekultúra érdekében kifejtett életművéért”
606.	 Korpás István (Szatmárcseke) ács, „A település kulturális örökségének ápolásáért”
607.	 Miska János (Budapest) könyvtáros,  „A magyar nyelv és irodalom külhoni gondozásáért.”
608.	 Molnár V. József (Budapest) nyomdász, „A magyar kultúra ápolása érdekében kifejtett életművéért”
609.	 Németh Nyiba Sándor (Budapest) költő, zeneszerző, riporter, edző, „A magyar sport, az egészséges életmód és közművelődés fejlesztéséért”
610.	 Prof. dr. Papp Lajos (Budapest) orvos,  „A magyar nemzet érdekében kifejtett életművéért”
611.	 Sipos Mihály (Zsombó) őstermelő, „A vidék életminősége fejlesztéséért”
612.	 Dr. Szabó Géza (Szekszárd) régész, történész, „A múlt örökségének megmentéséért és az ifjúság neveléséért”
613.	 Szalai László (Fehérgyarmat) református lelkész, „A vidék hitélete és életminősége fejlesztése érdekében kifejtett életművéért”
614.	 Szarka Tamás (Galánta, Szlovákia) előadóművész, zeneszerző, költő, „A magyar folklór és kortárs zenekultúra fejlesztéséért”

## Posztumusz A Magyar Kultúra Lovagja
615.	 v. Vitéz József (Budapest) nyugállományú főhadnagy, a Magyar Királyi Koronaőrség törzsőrmestere,  „A magyar nemzet szolgálatában kifejtett életművéért”
A Falvak Kultúrájáért Alapítvány 4/2016 számú határozatával Magyar Kultúra Lovagja   címet  adományozza:   Rezi Erika Gabriella Alsóboldogfalva (Románia) tanárnőnek, a Magyar Kultúra  Apródjának a  határon túli magyar kultúra ápolásáért, valamint Kovács Norbert (Kiscsősz) néptáncosnak, a Magyar Kultúra Apródjának a magyar néptánc-kultúra fejlesztéséért.